# Igal (Ungheria)
Igal è un comune dell'Ungheria di 1.336 abitanti situata nella contea di Somogy, nell'Ungheria centro-occidentale.